# Jayden
Jayden oder Jaden ist ein englischer Unisex-Vorname.

## Bedeutung und Herkunft
Der Name Jayden entstand aus dem im englischen Sprachraum verbreiteten Namenssuffix -den. Obwohl der Name manchmal als Variante des biblischen Namens Jadon angesehen wird, handelt es sich um einen davon unabhängigen Namen.

## Verbreitung

### Männlicher Vorname
In den USA stieg die Popularität des Namens ab der Mitte der 1990er Jahre sprunghaft an. Bis ins Jahr 2002 wurde die Schreibweise Jaden häufiger gewählt. Seit 2003 überwiegt die Variante Jayden. Während die Popularität von Jaden auf einem Niveau stagnierte und schließlich sogar abnahm, stieg Jayden in den Vornamenscharts weiter auf, bis er in den Jahren 2010 und 2011 mit Rang 4 seine höchste Platzierung in den Vornamenscharts erreichte. Seitdem sinkt seine Popularität wieder. Im Jahr 2021 belegte der Name Rang 41 der Hitliste (Jaden: Rang 307). In Kanada zeigt sich ein ähnliches Bild.
In Australien und Neuseeland zählte Jayden noch früher als in den USA zu den 100 beliebtesten Jungennamen, erreichte dort jedoch nie die Top-10 der Vornamenscharts. In Australien belegte der Name zuletzt Rang 65 der Hitliste (Stand 2021), in Neuseeland Rang 99.
Auch im Vereinigten Königreich und Irland ist der Name verbreitet, obwohl seine Popularität zuletzt sank.
Außerhalb des englischen Sprachraums ist Jayden in erster Linie in den Niederlanden beliebt. Im Jahr 2008 belegte der Name dort Rang 4 der Hitliste. Zuletzt sank seine Popularität, sodass er im Jahr 2021 mit Rang 56 die Top-50 der Vornamenscharts verließ.
In Deutschland stieg die Beliebtheit des Namens ab 2005 sprunghaft an. Im Jahr 2011 zog der Name mit Rang 73 in die Liste der 100 beliebtesten Jungennamen ein. Zwischen 2009 und 2011 hielt sich die Popularität des Namens auf ähnlichem Niveau, seitdem wird er wieder seltener vergeben. Im Jahr 2021 belegte Jayden Rang 160 der Hitliste. In Deutschland wird die Schreibweise Jayden mehr als doppelt so häufig gewählt wie Jaden.

### Weiblicher Vorname
In den USA nahm die Popularität des Frauennamens Jaden bzw. Jayden parallel zur Nutzung als Männername zu, wurde jedoch als solcher stets seltener vergeben. Bis ins Jahr 2004 wurde die Variante Jaden häufiger gewählt, danach sank die Popularität etwa genauso schnell, wie sie gestiegen war. Die Beliebtheit von Jayden stieg auch für Mädchen zunächst weiter an und erreichte im Jahr 2007 mit Rang 172 ihren Höhepunkt, dann wurde auch Jayden schnell immer seltener für Mädchen gewählt.
Außerhalb der USA ist Jayden bzw. Jaden als Frauenname kaum geläufig.

## Varianten
Neben Jayden und Jaden existieren auch die Schreibweisen Jadyn, Jaiden, Jaeden und Jaydon.

## Namensträger

### Männliche Namensträger

#### Jayden
- Jayden Attard (* 1986), Australian-Football-Spieler
- Jayden Bogle (* 2000), Fußballspieler
- Jayden Braaf (* 2002), niederländisch-surinamischer Fußballspieler
- Jayden Halbgewachs (* 1997), kanadischer Eishockeyspieler
- Jayden Lund (* 1966), Schauspieler
- Jayden Oosterwolde (* 2001), niederländischer Fußballspieler
- Jayden Stockley (* 1993), englischer Fußballspieler
- Jayden Valentino (* 1984), Schauspieler und Musiker

#### Jaden
- Jaden Betts (* 2002), US-amerikanischer Schauspieler und Synchronsprecher
- Jaden Bojsen (* 2000), deutscher Schauspieler, DJ und Sänger
- Jaden Conwright (* 1999), US-amerikanischer Rennfahrer
- Jaden Eikermann (* 2005), deutscher Wasserspringer
- Jaden McDaniels (* 2000), US-amerikanischer Basketballspieler
- Jaden Michael (* 2003), US-amerikanischer Filmschauspieler
- Jaden Montnor (* 2002), niederländischer Fußballspieler
- Jaden Pine-Murphy (* 1990), neuseeländischer Eishockeytorwart
- Jaden Schwartz (* 1992), kanadischer Eishockeyspieler
- Jaden Smith (* 1998), US-amerikanischer Schauspieler, Rapper, Modedesigner und Mode

### Weibliche Namensträger
- Jayden Bartels (* 2004), US-amerikanische Influencerin und Schauspielerin
- Jayden Cole (* 1985), US-amerikanische Pornodarstellerin und Schauspielerin
- Jayden Jaymes (* 1986), Pornodarstellerin

### Fiktive Namensträger
- Jayden, Name des Androiden Data in Thine Own Self, einer Episode von Star Trek: The Next Generation (1994)
- Lady Jayden, eine luanische Prinzessin in Dominic Deegan: Oracle For Hire, eines täglichen Web-Comics von Michael „Mookie“ Terracciano
- Jayden, Königin in der Fantasy-Erzählung Jayden’s Rescue[18]
- Jaden Yuki, Protagonist in der Animeserie Yu-Gi-Oh! GX